# Pintér Ignác
Pintér Ignác, 1904-ig Pfeifer Ignác (Tapolca, 1861. július 16. – Budapest, Terézváros, 1934. november 12.) tanár, Csillag István sebészorvos nagyapja, Pfeifer Ignác unokatestvére és Gaál Franciska nagybátyja.

## Élete
Pfeifer Mór pápai kereskedő és Kaufman Netti fia. A nagyváradi polgári iskola tanára, majd igazgatója volt. Később Budapestre került és a zsidó hitközség iskoláiban tanított. A Wesselényi utcai zsidó polgári leányiskola igazgatójaként is dolgozott. Közel három évtizeden keresztül volt az Országos Izraelita Tanítóegyesület titkára. Szerkesztette az egyesület hivatalos lapját, az Izraelita Tanügyi Értesítőt. Tagja volt a Magyar Tanítóegyesületek Országos Szövetsége igazgatótanácsának. Pedagógiai cikkeket írt és több elemi iskolai tankönyve is megjelent. 1925-ben nyugalomba vonult. 1931-ben egyike volt azoknak, akik megsebesültek a Dohány utcai zsinagógában elkövetett merényletben.
A Kozma utcai izraelita temetőben nyugszik (1B-10-9).

## Családja
Felesége Neumann Henrietta (Jetta) volt.
Gyermekei:
- Pintér Imre (1888–1931) kereskedő. Felesége Erdős Chaja Ilona (1894–1986).
- Pintér Erzsébet (1889–1969). Férje Csillag Lipót (1879–1965) tanár.
- Pintér Sarolta (1893–?). Férje dr. Boros Áron (1880–?) fővárosi kereskedelmi iskolai tanár.
- Pintér Miklós (1897–?) banktisztviselő. Felesége Neubauer Terézia (1899–1955).
- Pintér Endre (1903–1912)

## Művei
- Magyar nyelvkönyv az elemi iskola 2–3. osztálya számára. Budapest, 1921.